# گرگ دایک
گرگوری دایک (متولد ۲۰ مه ۱۹۴۷) مدیر اجرایی رسانه‌های انگلیسی، مدیر فوتبالی، روزنامه‌نگار و مجری است. از دهه ۶۰ میلادی، دایک سابقه طولانی در انگلستان در زمینه چاپ و سپس در زمینه روزنامه‌نگاری سخن پراکنی دارد. وی به خاطر معرفی تلویزیون ' tabloid ' مشهور است. در دهه ۱۹۹۰، وی مقام‌های اجرایی اصلی را در گروه LWT، تلویزیون پیرسون و کانال ۵ (انگلیس) بود.
دایک از ژانویه ۲۰۰۰(دی ۱۳۷۸) تا ژانویه ۲۰۰۴(دی ۱۳۸۲) مدیر کل بی‌بی‌سی بود. وی به دنبال انتقاد شدید از روند گزارش اخبار بی‌بی‌سی در تحقیقات هوتون استعفا داد.
دایک مدیر باشگاه فوتبال منچستر یونایتد و رئیس باشگاه فوتبال برنتفورد بود علاوه بر این رئیس اتحادیه فوتبال انگلستان در بین سال‌های ۲۰۱۳ تا ۲۰۱۶ میلادی بود. دایک رئیس دانشگاه در دانشگاه یورک در بین سال‌های ۲۰۰۴ تا ۲۰۱۵ بود. او در حال حاضر رئیس کمپانی اچ آی تی اینترتیمنت است.
در سال ۲۰۱۹ دایک رئیس آموزشگاه فیلم لندن شد.

## زندگی و تحصیلات
دایک سال ۱۹۷۴ متولد شد، در هایس، میدلس، کوچکترین فرزند خانواده سه پسره «طبقه متوسط پایین جامعه» بود. پدر گرک فروشنده (تبلیغ کننده) بیمه بود.

## زندگی شخصی
دایک تا کنون دو بار ازدواج کرده‌است. وی با همسر اول خود کریستین تیلور در دانشگاه یورک آشنا شد. آنها در دهه ۷۰ میلادی ازدواج کرده بودند. اکنون او در نیوهمشایر، در نزدیکی ستککبریدگ، با همسر دوم خود، سوزان هاوز جامعه‌شناس سابق افسر ناظر زندگی می‌کند. سوزان اکنون یک امانت دار خیریه سیف گراند است، خیریه ای که با مجرمان جوان همکاری می‌کند. آنها چهار فرزند دارند. دایکها همچنین صاحب خانه ای در سواحل غربی County Cork، ایرلند هستند.